# Boucles de l'Aulne 2021
Boucles de l'Aulne 2021 er den 63. udgave af det franske cykelløb Boucles de l'Aulne. Linjeløbet skulle efter planes køres den 23. maj 2021 med start og mål i Châteaulin i departementet Finistère, med blev flyttet til afholdelse den 17. oktober. Løbet er en del af UCI Europe Tour 2021 og Coupe de France. Den oprindelige 63. udgave blev i 2020 aflyst på grund af coronaviruspandemien.

## Resultat
| \| Samlede stilling \| Samlede stilling \| Samlede stilling \| Samlede stilling \| Samlede stilling \| \| Rytter \| Rytter \| Hold \| Tid \| \| \| ---------------- \| ---------------- \| ---------------- \| ---------------- \| ---------------- \| |        |      |     |
| |        |      |     |
| Kilde: ProCyclingStats |        |      |     |
| Samlede stilling |        |      |     |
| Rytter | Rytter | Hold | Tid |